# Hammam N'Bail
Hammam N'Bail là một đô thị thuộc tỉnh Guelma, Algérie. Dân số thời điểm năm 2002 là 15.854 người.